# ローマ水道

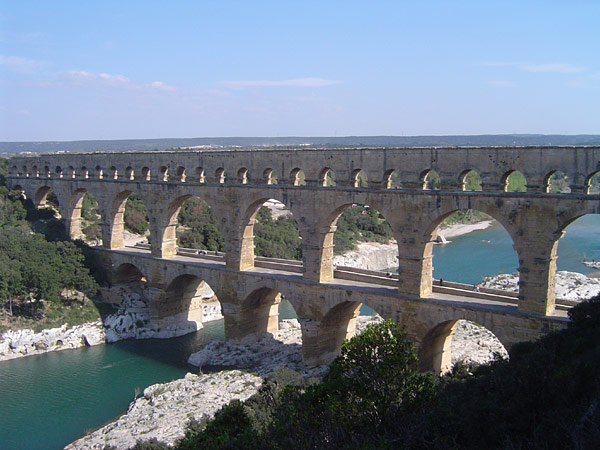
フランスのポン・デュ・ガール。

ローマ水道（ローマすいどう）は、紀元前312年から3世紀にかけて古代ローマで建築された水道。ローマ水路とも。古代ローマでは、都市や工場地に水を供給するために、数多くの水道が建設された。これらの水道は古代のもっとも偉大な業績の一つであり、古代ローマ滅亡後1000年以上もこれに匹敵するものは作られなかった。現代においてもこの古代の水道は多くの都市で実用に供され、実に2000年以上も水を供給しつづけている。
ローマ人は帝国内のどのような大都市においても水道を建設した。中でもローマは最大の都市であり、500年かけて建造された11の水道から水が供給される、最大の水道の集積地であった。その内、ヴィルゴ水道の一部は今でも使われている。 

## 技術
都市ローマ内の水道の長さを合わせると350キロメートル（260マイル）になる。しかし、地上より上にあるのは47キロ（29マイル）だけで、その他は地下を流れていた。地下に作ることで動物の死骸が水路に落ちて腐敗するのを避けることができ、敵の攻撃からも守ることができた。最も長いものは、2世紀にカルタゴ（現チュニジア）に作られたハドリアヌス水道 (Aqueduct of Hadrian) で、141キロ（87マイル）の長さがある。
ローマ水道は非常に精巧に作られており、厳密な許容誤差内で建築されていた。通常規格で、1キロあたり34センチの傾斜（1:3000）、50キロメートル（31マイル）の距離で垂直方向にわずか17メートル下がるだけである。完全に重力に頼っており、非常に効率よく大量の水を運んでいた。フランスのポン・デュ・ガールでは、1日に2万立方メートル（約600万ガロン相当）、また11本の水道によりローマ市に供給された水量は1日に100万立方メートル（3億ガロン相当）にもなり、1人当たり1m3/日（1000リットル）と、現代の東京都民の水使用量233リットル/日を遥かに凌いでいた。同水準の水道が新たに建設されるのは19世紀後半になってからである。50メートル以上のくぼ地を通る個所で、サイフォンを用いて水を高所に持ち上げている。現代においても、上下水道で同様の技術が使用されている。ほとんど全ての水道で、水道橋が使用されている。
水道施設を構成する建造物には、地下や地上の導水渠のほかに、導水渠を載せるための連続アーチ構造の水道橋、不純物を沈殿除去する沈殿池、末端の分水施設（カステルム・アクアエ）などがあった。これらの施設は石、ローマン・コンクリートやレンガを用いて建設されており、水密性を高めるために導水渠内面などには水硬性セメントも使われていた。市街地の分水施設に到達した水は、陶管・鉛管・青銅管等を通り公衆浴場・ドムスやヴィッラ等の邸宅・公共施設や庶民が水を汲みに来る噴水（泉）などに配水されていた。水道水に溶け出す鉛が有害であることは既に知られており、古代ローマの建築家ウィトルウィウスが「水は鉛によって有害になる」と述べているほどだが、陶管に比べ自在な形に曲げやすい鉛管が末端の給水管に使われることも多かった。これが鉛中毒の原因の一つであったという説もある。
ローマ水道は高度な建築技術のみならず、偶然の故障や、堆積物の掃除、天然水に含まれる炭酸カルシウムの析出物の除去のために、包括的なメンテナンスシステムを必要とした。

## ローマ水道の最後
ローマ帝国の滅亡で、ローマ水道は敵により徐々に破壊されていき、その他の水路もメンテナンス不足により故障していった。水路による水の供給が欠如して、古代では100万人以上を誇った都市ローマの人口は、中世には激減する。しかし、ヴィルゴ水道等の一部の水道は今でも使われている。

## ローマ水道の一覧

### 都市ローマを流れる水道
都市ローマの莫大な人口の需要を満たすため、11本の水道が引かれていた。水道は合計で、少なくとも1日あたり1,127,220立方メートル（約3億ガロン）の供給能力を持っていた。ネルウァ治世の時代を通して、ローマの水道管理委員 (curator aquarum) であったセクストゥス・ユリウス・フロンティヌスにより、97個所の市内の水道の詳細な統計資料が記録されている。フロンティヌス以降に建設された水道について知られている情報は少ない。
| 名称                 | 建築年        | 全長 （km） | 高さ 水源地 （m） | 高さ ローマ （m） | 送水量 （m³ a day） | その他       |
| -------------------- | ------------- | ----------- | ----------------- | ----------------- | ------------------- | ------------ |
| アッピア水道         | 前312         | 16.561      | 30                | 20                | 73,000              | -            |
| 旧アニオ水道         | 前272 - 前269 | 63.640      | 280               | 48                | 61,640              | -            |
| マルキア水道         | 前144 - 前140 | 91.331      | 318               | 59                | 187,600             | -            |
| テプラ水道           | 前125         | 17.745      | 151               | 61                | 17,800              | -            |
| ユリア水道           | 前33          | 22.831      | 350               | 64                | 48,240              | -            |
| ヴィルゴ水道         | 前19          | 20.875      | 24                | 20                | 100,160             | トレヴィの泉 |
| アルシエティナ水道   | 前2 頃        | 32.815      | 209               | 17                | 15,680 （飲用不可） | -            |
| クラウディア水道     | 38 - 52       | 68.681      | 320               | 67                | 184,280             | -            |
| 新アニオ水道         | 38 - 52       | 86.876      | 400               | 70                | 189,520             | -            |
| トライアーナ水道     | 109           | 32.500      | -                 | -                 | -                   | -            |
| アレクサンドリナ水道 | 226           | 22          | -                 | -                 | -                   | -            |

※フロンティヌスによる記述がある場合、全長は1 passus = 1.48m, 1 quinaria = 40m^3/day で換算している。
これら11本の水道のうち、6本が通過するローマ南東郊外のアッピア街道州立公園内の一区画はローマ水道橋公園と呼ばれている。

### その他の地域
ローマ人は帝国内の大都市に水道を建設した。今日でも、多くの場所でその遺跡が残っており、水道の機能を保ったものもある。
- ポン・デュ・ガール （Pont du Gard、フランス南部）
- バルブガル水道 （Barbegal aqueduct、フランス）
- アイフェル水道（Eifel aqueduct、ドイツ）
- 海辺のカイサリア（Caesarea Palaestina、イスラエル-パレスチナ）
- セゴビア旧市街と水道橋（Segovia、スペイン）
- メリダ（Mérida、スペイン）
- タラゴナ（Tarragona、スペイン）
- ヴァレンス水道橋（Valens aqueduct、トルコ-イスタンブール）
- アウグストス水道（Aqua Augusta、イタリア）
- ハドリアヌス水道（Aqueduct of Hadrian、チュニジア）